# Poa bergii
Poa bergii är en gräsart som beskrevs av Georg Hans Emmo Emo Wolfgang Hieronymus. Poa bergii ingår i släktet gröen, och familjen gräs. Inga underarter finns listade i Catalogue of Life.